# ジョニー・ウィルソン
ジョニー・ウィルソン（Johnny Wilson、1893年3月23日 - 1985年12月8日）は、アメリカ合衆国ニューヨーク州出身の男性元プロボクサー。本名はジョン・パニカ（Giovanni Panica）。ニューヨーク生まれ。イタリア系。元世界ミドル級王者。

## 来歴
- 1911年デビュー。
- 1920年5月6日、マイク・オドウドをアウトボックスし世界ミドル級王座獲得。強打と技巧を兼ね備えたサウスポー。
- 同年7月1日ソルジャー・バートフィールドを降し初防衛。
- 1921年1月13日に設立された全米ボクシング協会(NBA)から世界王者の認定を受ける。同年1月17日には元王者ジョージ・チップを降す。同年2月10日にはネイビー・ロスタンを降し防衛。
- 1921年3月17日マイク・オドウドとの再戦し勝利。
- 1921年7月27日、ブライアン・ダウニー と戦い7R失格で勝利する。オハイオ州の委員会は7RKOでダウニーが勝ったとし、ダウニーを世界ミドル級王者と認定した。
- 1921年9月5日、オハイオ州認定世界王者ブライアン・ダウニーと即再戦し、判定引き分け。
- 1923年8月31日、“人間風車”ハリー・グレブに判定で敗れ、王座陥落。
- 1924年1月18日、王座奪還の為、ハリー・グレブに挑戦するが、判定負け。
- 1924年2月12日、ライトヘビー級に転向しトミー・ローランと戦うが判定負け。
- 1925年4月17日、ハリー・グレブとノンタイトル戦で再戦するも判定負け。
- 1926年8月27日後の世界王者マキシー・ローゼンバーグに判定負け。
- 翌月の試合は勝利したが、10月4日にマキシーとの再戦に大差の判定負けを喫し引退した。
- 1985年12月8日、マサチューセッツ州ボストンにて死亡。

## 通算戦績
77勝24敗5分21無効